# Алиментарные заболевания
Алиментарные заболевания — это заболевания, вызванные дефицитом или избытком потребляемых пищевых веществ.

## Причины
Всемирная организация здравоохранения (ВОЗ) выделяет 4 группы причин:
- Недостаточное питание; болезни, связанные с недостаточностью белков, и калорий, минеральных веществ, витаминов, незаменимых жирных кислот, отдельных аминокислот и других веществ.
- Чрезмерное питание; Например: Ожирение, гипервитаминоз.
- Пищевые отравления; Например: латиризм.
- Анемии в результате дефицита пищевых веществ

Классификация не включает ряд пищевых отравлений, дистрофию алиментарную и другое.

## Распространённость
В России у 80-90 % дефицит витамина С, у 40-80 % витаминов группы В. Приблизительно у половины в пище не хватает пищевых волокон, кальция, цинка, селена, полиненасыщенных жирных кислот.